# Le Triomphant (S616)
Le Triomphant (S616) es un submarino nuclear de misiles balísticos de la Marine Nationale (Francia) en servicio desde 1997. Es la primera nave de la clase Le Triomphant.

## Construcción y características
Fue colocada la quilla en 1989. Fue botado el casco en 1994. Y fue asignado en 1997.
El submarino tiene 138 m de eslora y 14 000 t de desplazamiento sumergido. Como arma principal carga misiles balísticos de alcance medio M51 (inicialmente cargaba misiles M45).

## Historial de servicio
En 2009 (el 3 de febrero) el Triomphant colisionó con el HMS Vanguard de la Marina Real británica. El francés con su proa golpeó un lado del Vanguard. A pesar de que, por un lado, ambos buques disponían de sosfiticados sistema de detección de navíos, también llevaban incorporados sendos sistemas antisonar de ultísima generación para evitar ser localizados. Los submarinos se abordaron a escasa velocidad y durante un breve periodo, y a pesar de que no causó heridos sí fueron cuantiosos los daños materiales. La grave avería forzó una prolongada reparación al Triomphant.